# Impression visuelle
Pour les articles homonymes, voir Impression.
Le terme d'impression visuelle décrit un phénomène d'irruption d'images dans le champ de la conscience. 

## Chez Jung
Ces manifestations font l'objet d'une étude dans l'œuvre de Carl Gustav Jung.

## Objet d'étude
Les impressions visuelles sont en soi des objets psychiques à part entière et ont ainsi été exploités dans des psychothérapies en parallèle et en complément direct des matériaux offerts par les rêves du sujet.